# 小行星22860
小行星22860（22860 Francylemp）是一颗绕太阳运转的小行星，为主小行星带小行星。该小行星于1999年9月9日发现。

## 轨道参数
小行星22860的轨道半长轴为2.4019916 UA，离心率为0.195。